# Kerukunan
Kerukunan is een bestuurslaag in het regentschap Aceh Tenggara van de provincie Atjeh, Indonesië. Kerukunan telt 346 inwoners (volkstelling 2010).